# Saša Broz
Aleksandra Broz (Zagreb, 19. listopada 1968.), hrvatska kazališna redateljica, unuka jugoslavenskog predsjednika Josipa Broza Tita (1892. – 1980.).

## Životopis
Rođena je u Zagrebu u obitelji Miše Broza, Titovog sina. Njezin drugi djed, Julius Kosinc uspostavom NDH priključio se ustašama te tijekom rata zaslužio i čin pa je postao časnik vojske NDH. Nestao je na Bleiburgu 1945. godine. U rodnom gradu je završila osnovnu i srednju školu, a istovremeno je pohađala Školu za klasični balet i ritmiku. Baletno školovanje nastavila je u Rusiji na prestižnom МАХУ (Moskovsko akademsko koreografsko učilište). Po završetku poslijediplomskog studija u Moskvi i ozbiljne povrede stopala, prekida karijeru i vraća se u Hrvatsku gdje upisuje smjer Kazališne režije na Akademiji dramske umjetnosti u Zagrebu.
Do sada je režirala u mnogim kazalištima u Zagrebu i okolici (HNK Zagreb, Dramsko kazalište Gavella, &TD, Satiričko kazalište Kerempuh, Gradsko kazalište Žar ptica, Gradsko kazalište Trešnja u Zagrebu, na Sceni "Gorica" u Velikoj Gorici), a izvan Hrvatske ostvarila je suradnju s Narodnim pozorištem u Tuzli. Bila je višegodišnji suradnik HRT-a kao redateljica sinkronizacije animiranih filmova i redatelj na posebnim projektima. Četiri puta je režirala dodjelu Nagrade hrvatskog glumišta. Režirala je i otvaranje 50. festivala igranog filma u Puli, a u pulskom INK-u dvije je sezone obnašala funkciju ravnateljice.